# Bärendorf (Bochum)
Bärendorf ist ein Teil des Stadtteils Weitmar der Stadt Bochum. Bärendorf liegt im nordöstlichen Teil von Weitmar. Benannt ist der Ortsteil nach dem Haus Bärendorf.
Das Viertel ist vor allem bekannt durch das Gewerbegebiet an der Rombacher Hütte. Außerdem liegen auch die Matthias-Claudius-Schulen im Ortsteil Bärendorf.
Koordinaten: 51° 28′ N, 7° 11′ O